# Aire d'attraction de Toulouse
L'aire d'attraction de Toulouse est un zonage d'étude défini par l'Insee pour caractériser l’influence de la commune de Toulouse sur les communes environnantes. Publiée en octobre 2020, elle se substitue à l'aire urbaine de Toulouse, qui comportait 452 communes dans le dernier zonage qui remontait à 2010.

## Définition
L’aire d’attraction d'une ville est composée d’un pôle, défini à partir de critères de population et d’emploi, ainsi que d’une couronne constituée des communes dont au moins 15 % des actifs travaillent dans le pôle. Le pôle d’attraction constitue ainsi un point de convergence des déplacements domicile-travail,.

## Type et composition
L’aire d'attraction de Toulouse est une aire interdépartementale qui comporte 527 communes : 359 situées dans la Haute-Garonne, 65 dans le Gers, 44 dans le Tarn, 29 en Tarn-et-Garonne, 17 dans l'Aude) et 13 dans l'Ariège.
Elle est catégorisée dans les aires de 700 000 habitants ou plus (hors Paris) et regroupe 24,8 % de la population d'Occitanie et 1,7 % au niveau national.

### Carte

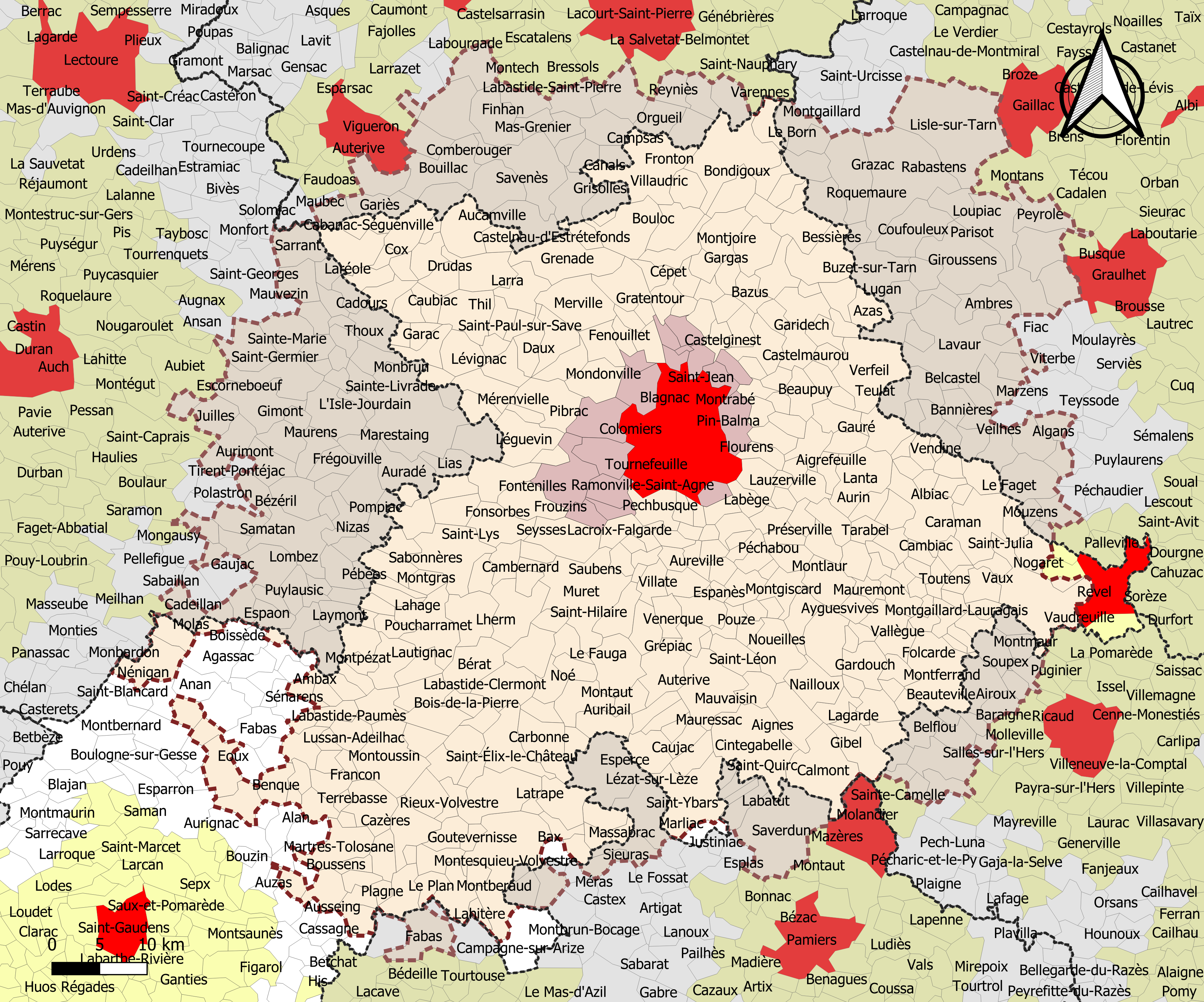
Carte de l'aire d'attraction de Toulouse.
Commune-centre
Commune du pôle principal
Commune de la couronne

### Composition communale
| Catégorie                  | Département     | Communes | Communes |
| Catégorie                  | Département     | Nombre   | Libellé |
| -------------------------- | --------------- | -------- | --- |
| Commune-centre             | Haute-Garonne   | 1        | Toulouse. |
| Communes du pôle principal | Haute-Garonne   | 17       | Aucamville, Balma, Beauzelle, Blagnac, Castelginest, Colomiers, Cugnaux, Fonbeauzard, Frouzins, Launaguet, Plaisance-du-Touch, Ramonville-Saint-Agne, Saint-Alban, Saint-Jean, Tournefeuille, L'Union, Villeneuve-Tolosane. |
| Communes de la couronne    | Haute-Garonne   | 341      | Aignes, Aigrefeuille, Ayguesvives, Albiac, Auragne, Aureville, Auriac-sur-Vendinelle, Auribail, Aurin, Ausseing, Aussonne, Auterive, Auzeville-Tolosane, Auzielle, Avignonet-Lauragais, Azas, Bachas, Bax, Baziège, Bazus, Beaufort, Beaumont-sur-Lèze, Beaupuy, Beauteville, Beauville, Belberaud, Belbèze-de-Lauragais, Belbèze-en-Comminges, Bélesta-en-Lauragais, Bellegarde-Sainte-Marie, Bellesserre, Benque, Bérat, Bessières, Bois-de-la-Pierre, Boissède, Bondigoux, Bonrepos-Riquet, Bonrepos-sur-Aussonnelle, Le Born, Bouloc, Bourg-Saint-Bernard, Boussan, Bragayrac, Brax, Bretx, Brignemont, Bruguières, Le Burgaud, Buzet-sur-Tarn, Cabanac-Séguenville, Le Cabanial, Cadours, Caignac, Calmont, Cambernard, Cambiac, Canens, Capens, Caragoudes, Caraman, Carbonne, Castagnac, Castanet-Tolosan, Castelmaurou, Castelnau-d'Estrétefonds, Castelnau-Picampeau, Le Castéra, Casties-Labrande, Caubiac, Caujac, Cazac, Cazères, Cépet, Cessales, Cintegabelle, Clermont-le-Fort, Cornebarrieu, Corronsac, Couladère, Cox, Daux, Deyme, Donneville, Drémil-Lafage, Drudas, Eaunes, Empeaux, Escalquens, Espanès, Esperce, Le Faget, Falga, Le Fauga, Fenouillet, Flourens, Folcarde, Fonsorbes, Fontenilles, Forgues, Fourquevaux, Le Fousseret, Francarville, Francon, Frontignan-Savès, Fronton, Fustignac, Gagnac-sur-Garonne, Gaillac-Toulza, Garac, Gardouch, Gargas, Garidech, Gauré, Gémil, Gensac-sur-Garonne, Gibel, Goutevernisse, Gouzens, Goyrans, Gragnague, Gratens, Gratentour, Grazac, Grenade, Grépiac, Le Grès, Issus, Juzes, Labarthe-sur-Lèze, Labastide-Beauvoir, Labastide-Clermont, Labastide-Saint-Sernin, Labastidette, Labège, Labruyère-Dorsa, Lacaugne, Lacroix-Falgarde, Lafitte-Vigordane, Lagarde, Lagardelle-sur-Lèze, Lagrâce-Dieu, Lagraulet-Saint-Nicolas, Lahage, Lahitère, Lamasquère, Lanta, Larra, Lapeyrère, Lapeyrouse-Fossat, Laréole, Lasserre-Pradère, Latrape, Launac, Lautignac, Lauzerville, Lavalette, Lavelanet-de-Comminges, Lavernose-Lacasse, Layrac-sur-Tarn, Léguevin, Lescuns, Lespinasse, Lévignac, Lherm, Longages, Loubens-Lauragais, Lussan-Adeilhac, Lux, La Magdelaine-sur-Tarn, Mailholas, Mancioux, Marignac-Lasclares, Marquefave, Martres-Tolosane, Mascarville, Massabrac, Mauran, Mauremont, Maurens, Mauressac, Maureville, Mauvaisin, Mauzac, Menville, Mérenvielle, Mervilla, Merville, Miremont, Mirepoix-sur-Tarn, Molas, Mondavezan, Mondonville, Mondouzil, Monès, Monestrol, Mons, Montaigut-sur-Save, Montastruc-la-Conseillère, Montastruc-Savès, Montaut, Montberaud, Montberon, Montbrun-Lauragais, Montclar-de-Comminges, Montclar-Lauragais, Montégut-Bourjac, Montesquieu-Lauragais, Montesquieu-Volvestre, Montgaillard-Lauragais, Montgazin, Montgeard, Montgiscard, Montgras, Montjoire, Montlaur, Montoussin, Montpitol, Montrabé, Mourvilles-Basses, Mourvilles-Hautes, Muret, Nailloux, Noé, Noueilles, Odars, Ondes, Palaminy, Paulhac, Péchabou, Pechbonnieu, Pechbusque, Pelleport, Peyssies, Pibrac, Pin-Balma, Le Pin-Murelet, Pinsaguel, Pins-Justaret, Plagne, Plagnole, Le Plan, Polastron, Pompertuzat, Portet-sur-Garonne, Poucharramet, Pouy-de-Touges, Pouze, Préserville, Prunet, Puydaniel, Puymaurin, Puysségur, Quint-Fonsegrives, Rebigue, Renneville, Rieumajou, Rieumes, Rieux-Volvestre, Roquefort-sur-Garonne, Roques, Roquesérière, Roquettes, Rouffiac-Tolosan, Roumens, Sabonnères, Saiguède, Saint-André, Saint-Araille, Saint-Cézert, Saint-Christaud, Saint-Clar-de-Rivière, Saint-Élix-le-Château, Saint-Félix-Lauragais, Sainte-Foy-d'Aigrefeuille, Sainte-Foy-de-Peyrolières, Saint-Geniès-Bellevue, Saint-Germier, Saint-Hilaire, Saint-Jean-Lherm, Saint-Jory, Saint-Julia, Saint-Julien-sur-Garonne, Saint-Laurent, Saint-Léon, Sainte-Livrade, Saint-Loup-Cammas, Saint-Lys, Saint-Marcel-Paulel, Saint-Michel, Saint-Orens-de-Gameville, Saint-Paul-sur-Save, Saint-Pierre, Saint-Pierre-de-Lages, Saint-Rome, Saint-Rustice, Saint-Sauveur, Saint-Sulpice-sur-Lèze, Saint-Thomas, Saint-Vincent, Sajas, Salherm, Salles-sur-Garonne, La Salvetat-Saint-Gilles, La Salvetat-Lauragais, Samouillan, Sana, Saubens, Saussens, Savères, Ségreville, Seilh, Sénarens, Seyre, Seysses, Tarabel, Terrebasse, Thil, Toutens, Trébons-sur-la-Grasse, Vacquiers, Vallègue, Vallesvilles, Varennes, Vaux, Vendine, Venerque, Verfeil, Vernet, Vieille-Toulouse, Vieillevigne, Vignaux, Vigoulet-Auzil, Villariès, Villate, Villaudric, Villefranche-de-Lauragais, Villematier, Villemur-sur-Tarn, Villeneuve-lès-Bouloc, Villenouvelle. |
| Communes de la couronne    | Gers            | 65       | Ardizas, Auradé, Aurimont, Beaupuy, Bézéril, Cadeillan, Castillon-Savès, Catonvielle, Cazaux-Savès, Clermont-Savès, Cologne, Encausse, Endoufielle, Escornebœuf, Espaon, Frégouville, Garravet, Gaujac, Gimont, Giscaro, L'Isle-Arné, L'Isle-Jourdain, Juilles, Labastide-Savès, Lahas, Laymont, Lias, Lombez, Marestaing, Maurens, Monblanc, Monbrun, Monferran-Savès, Mongausy, Montadet, Montamat, Montégut-Savès, Montiron, Montpézat, Nizas, Noilhan, Pébées, Pompiac, Pujaudran, Puylausic, Razengues, Roquelaure-Saint-Aubin, Sainte-Anne, Saint-Cricq, Saint-Georges, Saint-Germier, Saint-Lizier-du-Planté, Saint-Loube, Sainte-Marie, Saint-Soulan, Samatan, Sarrant, Sauvimont, Savignac-Mona, Ségoufielle, Seysses-Savès, Sirac, Thoux, Touget, Tournan. |
| Communes de la couronne    | Tarn            | 44       | Aguts, Algans, Ambres, Bannières, Beauvais-sur-Tescou, Belcastel, Briatexte, Cambon-lès-Lavaur, Coufouleux, Cuq-Toulza, Garrigues, Giroussens, Grazac, Labastide-Saint-Georges, Lacougotte-Cadoul, Lacroisille, Lavaur, Lisle-sur-Tarn, Loupiac, Lugan, Magrin, Marzens, Massac-Séran, Maurens-Scopont, Mézens, Montcabrier, Montvalen, Mouzens, Parisot, Peyrole, Puéchoursi, Puybegon, Rabastens, Roquemaure, Saint-Agnan, Saint-Gauzens, Saint-Jean-de-Rives, Saint-Lieux-lès-Lavaur, Saint-Sulpice-la-Pointe, Tauriac, Teulat, Veilhes, Villeneuve-lès-Lavaur, Viviers-lès-Lavaur. |
| Communes de la couronne    | Tarn-et-Garonne | 29       | Aucamville, Beaupuy, Belbèze-en-Lomagne, Bessens, Bouillac, Bourret, Campsas, Canals, Le Causé, Comberouger, Dieupentale, Escazeaux, Fabas, Finhan, Gariès, Grisolles, Labastide-Saint-Pierre, Mas-Grenier, Monbéqui, Montbartier, Nohic, Orgueil, Pompignan, Reyniès, Saint-Sardos, Savenès, Varennes, Verdun-sur-Garonne, Villebrumier. |
| Communes de la couronne    | Aude            | 17       | Airoux, Baraigne, Belflou, Les Cassés, Fajac-la-Relenque, Gourvieille, Labastide-d'Anjou, La Louvière-Lauragais, Marquein, Molleville, Montferrand, Montmaur, Sainte-Camelle, Saint-Michel-de-Lanès, Saint-Paulet, Salles-sur-l'Hers, Soupex. |
| Communes de la couronne    | Ariège          | 13       | La Bastide-de-Besplas, Canté, Fabas, Fornex, Labatut, Lézat-sur-Lèze, Lissac, Sainte-Suzanne, Saint-Quirc, Saint-Ybars, Saverdun, Sieuras, Thouars-sur-Arize. |